# Reisezentrum

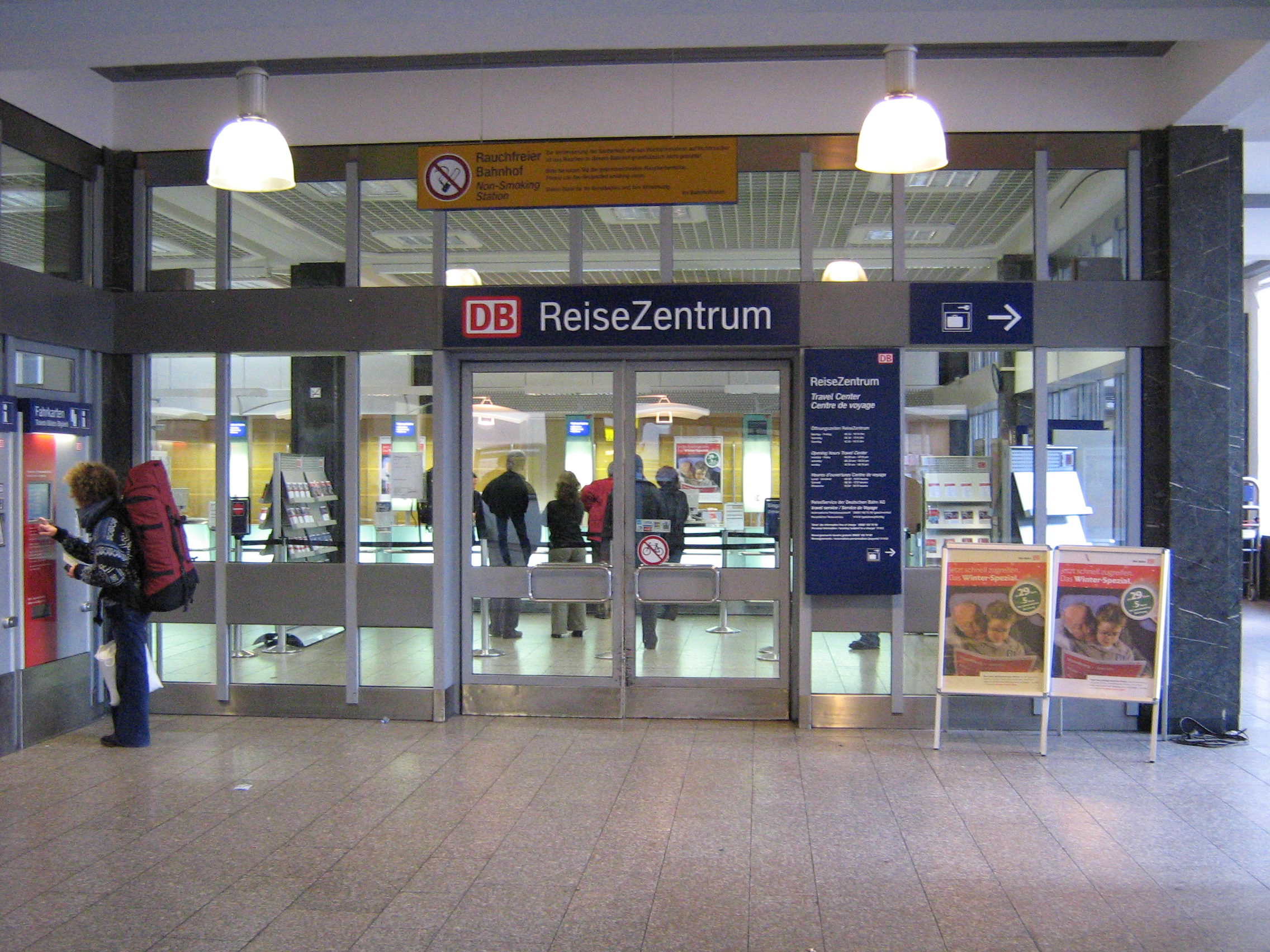
Reisezentrum im Hauptbahnhof Trier (2007)

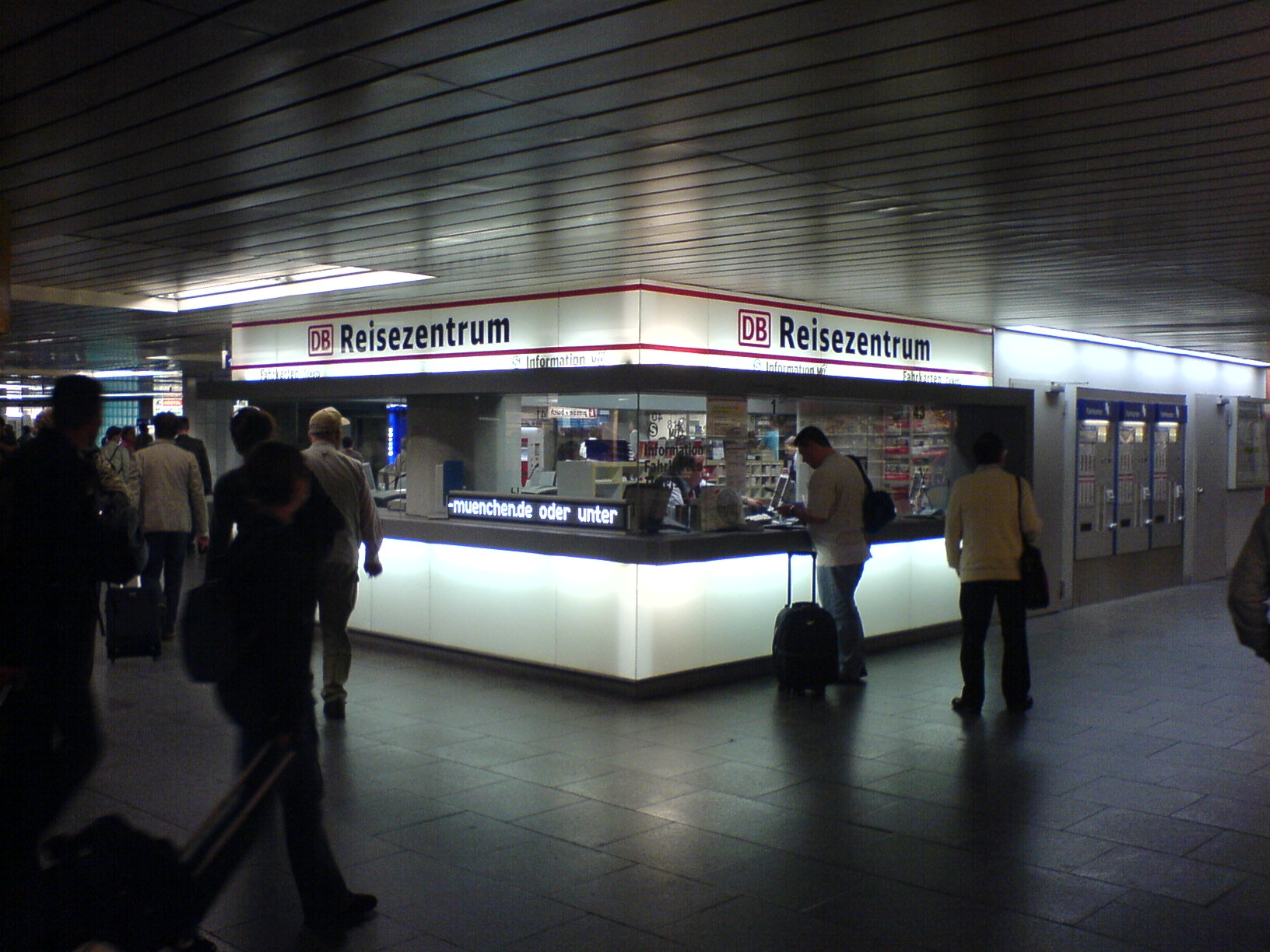
Reisezentrum im Hauptbahnhof München (2008)

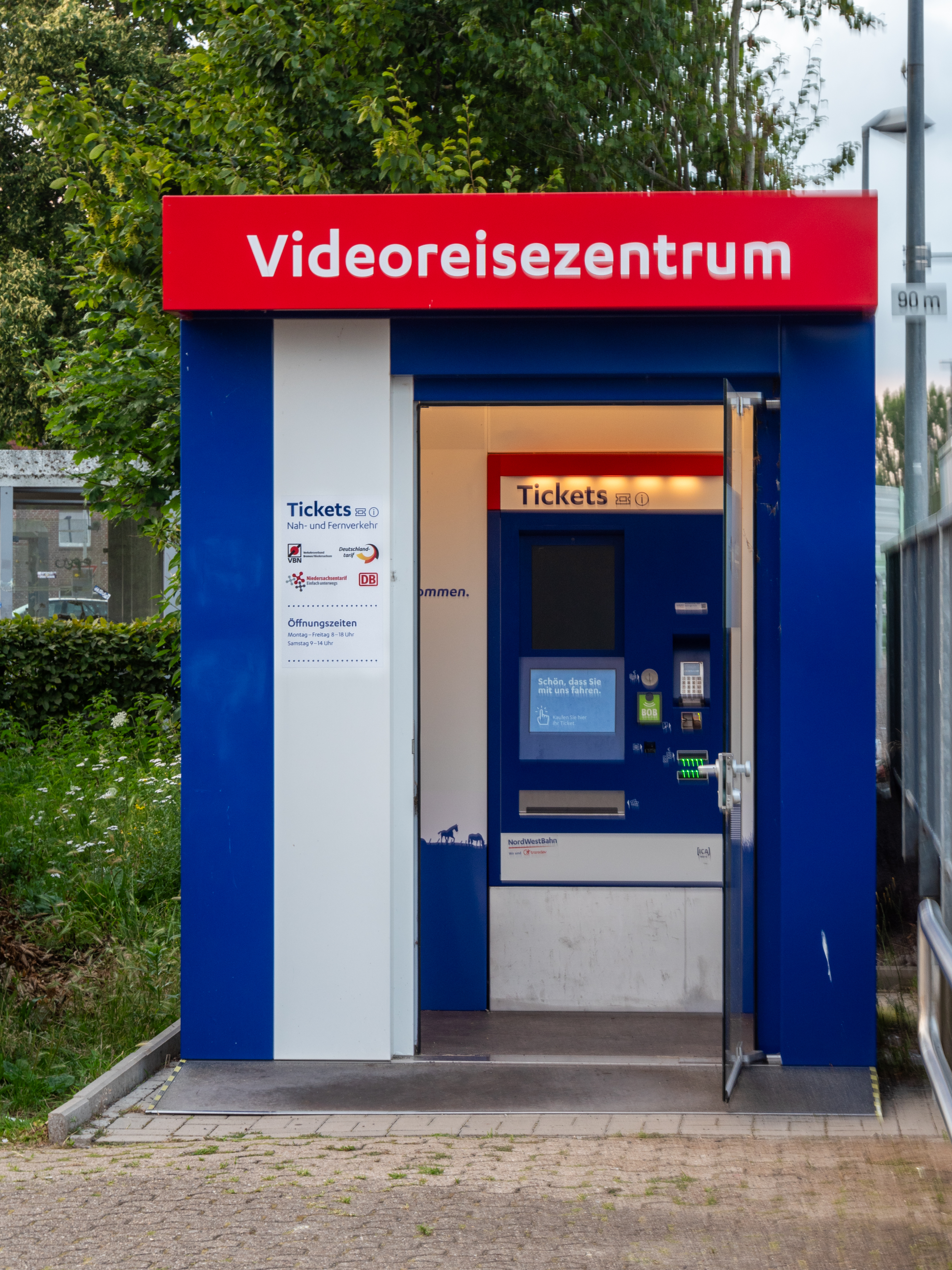
Videoreisezentrum am Bahnhof Brake (Unterweser) (2024)

Als Reisezentrum (frühere Eigenschreibweise teils ReiseZentrum) betreibt die DB Vertrieb GmbH Fahrkartenschalter in Bahnhöfen.

## Geschichte
Bereits im Sommer 1979 Jahre begann die Deutsche Bundesbahn unter dem Begriff Verkaufszentrum neue offene Counter einzurichten. Diese Einrichtungen dienten dem erstmals auf elektronischer Datenverarbeitung basierenden MOFA (modernisierter Fahrausweisverkauf). Bisherige Schalteranlagen mit vorgedruckten oder per Hand ausgefüllten Fahrkarten wurden damit nach und nach überflüssig. Bald etablierte die Bundesbahn für diese Verkaufsräume den Begriff Reisezentrum. Ende der 1980er Jahre gab es für Fahrplan- bzw. Tarifauskünfte sowie für Fahrkartenverkäufe verschiedene Schalter. Durch die Einführung des neuen Vertriebssystems Kurs 90 sollte dies vereinheitlicht werden. Noch Anfang der 1990er Jahre gab es beispielsweise in Berlin Zoo drei separate Schaltergruppen für Fahrkarten, Platzkarten und Auskünfte. Zum 1. Januar 1992 trat eine neue „Gestaltungskonzeption“ für Reisezentren in Kraft. Bis Ende 1992 sollten damit die separaten Auskunftsschalter ebenso entfallen wie die getrennten Touristik-, Gruppenreise- und Ausland-Schalter. Fortan sollte es nur noch vier Arten von Schaltern geben: Erste-Klasse-Schalter, Schnellschalter, DB-Lufthansa-Airport-Service-Schalter und Universalschalter. Die an den bisherigen Spezialschaltern bedienenden Beamten sollten umgeschult werden. Ab 1996 wurde bei der Deutschen Bahn eine neue Generation von Reisezentren eingeführt. Die bis dahin in gedeckten, dunklen Rot- und Brauntönen gehaltenen Einrichtungen im Stil modernistischer Bankfilialen aus den 1970er Jahren wurden durch helle Inneneinrichtungen ersetzt, die auf veränderte Arbeitsabläufe wie den direkten Kundenkontakt zugeschnitten waren. Dabei kamen individuell beleuchtete Arbeitsplätze mit organisch geformten Kunststeintresen zum Einsatz. Bläulich hinterleuchtete Informationsdisplays signalisierten Modernität. Zudem wurden Wandpaneele aus Holz eingesetzt, um für eine wohnliche Arbeitsatmosphäre zu sorgen. Das Konzept der Reisezentren wurde von Studio & Partners, einem gemeinsamen Mailänder-Designbüro des Architekten und Designers Michele De Lucchi, sowie von Nick Bewick und Torsten Fritze entworfen.
1993 war der Aufbau von 300 Reisezentren geplant. In Kooperation mit Reisebüros sollten dort neben Fahrkarten auch touristische Angebote verkauft werden. 1996 wurde eine Kooperation mit einem Autovermieter geschlossen, dessen Schalter in einige Reisezentren integriert wurden. Um 1999 wurden in 76 Reisezentren Versicherungen verkauft.
Im Oktober 1999 kündigte die Deutsche Bahn an, rund ein Viertel ihrer 950 Reisezentren und eigenen Schaltern schließen zu wollen. 250 Reisezentren in kleinen Bahnhöfen mit geringer Nachfrage sollten auf den Prüfstand gestellt werden. An ihre Stelle sollten Reisebüros, Automaten und der Internetverkauf treten. Die Entscheidung sollte binnen drei Monaten fallen. Die zur Disposition stehenden Verkaufsstellen hätten nach Bahnangaben nur etwa zwei Prozent zum Umsatz der Reisezentren beigetragen. Nach Unternehmensangaben seien nur Schalter betroffen gewesen, die höchstens etwa zehn Fahrkarten pro Tag verkauft hätten. Zur Expo 2000 sollten allein in 230 Reisezentren acht Millionen Eintrittskarten verkauft werden.
Anfang 2001 kündigte die Deutsche Bahn an, bis Ende 2003 etwa 300 ihrer rund 1000 Fahrkartenausgaben zu schließen. Betroffen waren alle Verkaufsstellen außerhalb von Ballungsräumen mit einem Jahresumsatz von weniger als 1,4 Millionen DM. An ihre Stelle sollten Reisebüros und andere Verkaufsstellen treten. Für aus ihrer Sicht nicht mehr rentable Reisezentren suchte die Deutsche Bahn um 2004 Betreiber, um den Betrieb aufrechtzuerhalten. Bis Ende Dezember 2003 waren bundesweit bereits 35 von selbstständigen Unternehmen geführte Verkaufsstellen in Bahnhöfen entstanden.
Laut Angaben der Gewerkschaft Transnet plante die DB Anfang 2004, 900 Stellen in Reisezentren abzubauen. Ende 2004 kündigte die Deutsche Bahn an, künftig nur noch 500 Reisezentren und Fahrkartenschalter betreiben zu wollen.
Im Jahr 2000 erlösten die Reisezentren 58 Prozent der Fahrkartenumsätze der Deutschen Bahn. 2005 waren es 37 Prozent, 2010 23 Prozent. Der Anteil der Reisezentren am Fahrkartenvertrieb der Deutschen Bahn lag 2014 bei 18 Prozent. 2015 lag er bei 17,9 Prozent. Ende 2016 gab es noch rund 400 Reisezentren.

Seit 2013 hat die DB Vertrieb Video-Reisezentren getestet und die ersten in Betrieb genommen. In einem Video-Reisezentrum können Fahrgäste über Bildschirm, Mikrofon und Lautsprecher mit einem Reiseberater kommunizieren.
Aufgrund der COVID-19-Pandemie in Deutschland wurden zum 19. März 2020 einige Reisezentren geschlossen. Die verbliebenen Reisezentren arbeiteten mit eingeschränkten Öffnungszeiten. Fünf dieser Verkaufsstellen (jene in Berlin und der Schweiz) mussten aufgrund behördlicher Anweisung kurz darauf wieder schließen.
Im September 2023 wurde in Düsseldorf ein modernisiertes Reisezentrum eröffnet. Es ist die erste unter 25 geplanten Modernisierungen von Reisezentren auf den am stärksten frequentierten Fernverkehrsbahnhöfen.

## Vertriebsmobil
Das Vertriebsmobil ist ein Verkaufswagen der DB Vertrieb GmbH, einer Tochtergesellschaft der Deutschen Bahn AG.
Dieser Verkaufswagen (meistens ein Mercedes Sprinter) ist mit Fahrkartenverkaufstechnik ausgerüstet. Er hat einen voll eingerichteten Fahrkartenschalter, wo sämtliche Reiseangebote der DB verkauft werden können.
Zur unabhängigen Stromversorgung hat das Vertriebsmobil eine Brennstoffzelle an Bord.
Allerdings kann das Vertriebsmobil auch extern an eine Steckdose mittels Kabel angeschlossen werden. Die Deutsche Bahn AG hat mehrere Vertriebsmobile im Einsatz.
Die Fahrzeuge können sehr flexibel eingesetzt werden.
Beispielsweise war vom Februar 2017 bis Mai 2017 ein Vertriebsmobil in Wolfenbüttel im Einsatz, wo Ende Januar desselben Jahres die örtliche DB-Agentur geschlossen worden war.

## Trivia
In großen Bahnhöfen mit mehreren gleichzeitig geöffneten Schaltern (z. B. Hannover Hbf, Nürnberg Hbf und Bremen Hbf) gibt es ein Aufrufsystem, wo Kunden zunächst eine Nummer ziehen. Über diese Nummer werden sie per Monitor einem Schalter zugewiesen. Das System (sog. amerikanisches Wartesystem) wird auch in vielen Behörden angewendet. Zusätzlich sind Mitarbeiter (Empfangschef, Automatenguide etc.) im Einsatz, die bei Fragen und Problemen zur Verfügung stehen. Meist gibt es in diesen Reisezentren gesonderte Schalter für 1.-Klasse-Kunden, Bahn.bonus Comfort-Kunden, Verkehrsverbünde und schwerbehinderte Menschen mit bevorzugter Bedienung.
Die analoge Bezeichnung Travel Centre wird von verschiedenen Eisenbahnunternehmen Großbritanniens (National Rail) ebenso für Verkaufsstellen mit mehreren Schaltern in größeren Bahnhöfen verwendet.